# 西フィリピン海
西フィリピン海（にしふぃりぴんうみ、英語: West Philippine Sea、フィリピン語: Kanlurang Dagat ng Pilipinas、Karagatan Kanlurang Pilipinas、 略称：WPS）フィリピン政府が同国の排他的経済水域に含まれる南シナ海の一部を公式に指定したものである。この用語は、南シナ海全体を指すために誤って使用されることもある。

## 背景
「西フィリピン海」という用語は、少なくとも1961年以降、地質学および海洋学の論文で言及され、国際社会で使用されてきました。しかし、この用語はフィリピン諸島の東側に位置するフィリピン海の西部を指して使用されていました。2011年、ベニグノ・アキノ3世大統領の政権下ではすでに、フィリピン政府はフィリピン諸島の西側の海域を同じ名前で呼び始めていた。この名称の新たな定義は、国家地図作成システムを目的としており、ウォルデン・ベロ氏によれば、中国が主張する「南シナ海」全体に対する主権に反対する意向を示すためだという。
代議院では、アクバヤン代表のウォルデン・ベロ氏が2011年6月に決議案を提出し、政府に対し、南シナ海の名称を「西フィリピン海」に変更する手続きを検討するよう求めた。ベロ氏によると、「西フィリピン海」という用語には特定の空間的境界や地理的特徴はなく、南シナ海は中国の海ではないことを反映したものである。この海域に別の名称を使用するという提案は、2000年代半ばから西フィリピン海を使用しているフィリピン軍から支持されている。
これは2012年9月の行政命令によって成文化され、フィリピン政府の各部局、部門、機関、組織にその用語の使用を義務付けた。2012年9月、フィリピン政府は、政府の地図、その他の通信手段や文書において、フィリピン西部の海域を「西フィリピン海」と呼ぶ名称の使用を開始すると発表した。この用語の適用はフィリピンの排他的経済水域内の水域に限定されることが明確化されました。

### 2016年のPCA判決
2016年7月12日、常設仲裁裁判所は、命名を伴わない事件においてフィリピンに有利な判決を下した。裁判所は、「本裁判所は、両締約国間の、あるいは南シナ海に接する他のいかなる国をも含むいかなる海洋境界の画定を求められておらず、また、その意図も持っていない」と明確にした。同裁判所はまた、「九段線」地図に基づいて中国には「歴史的権利はない」との判決を下した。

## 法的範囲
西フィリピン海を形成する南シナ海の領域には、正確な境界線が定められていない。この地域を正式に命名した行政命令では、次のように定義されている。
フィリピン諸島の西側の海域を西フィリピン海と称する。この海域には、ルソン海に加え、カラヤン諸島群およびバホ・デ・マシンロック（別名スカボロー礁）に隣接する海域が含まれる。—行政命令第29号（2012年）第1条
フィリピンの法律では、西フィリピン海はフィリピン政府が同国の排他的経済水域（EEZ）の一部であると主張する南シナ海の部分のみを指す。この地域の命名は、2012年9月5日に当時の大統領ベニグノ・アキノ3世によって発行された行政命令第29号によって正式に決定された。この命令では、1978年に当時のフェルディナンド・マルコス大統領の任期中に発布されフィリピンのEEZを設定した大統領令第1599号、および2009年に当時のグロリア・マカパガル・アロヨ大統領の政権下で制定されフィリピン諸島の基線を定めた共和国法第9522号、すなわち基線法も引用されている。
この行政命令は、南シナ海のEEZに対するフィリピンの主張を主張しており、フィリピン政府は、1982年国連海洋法条約に基づき西フィリピン海地域に対する主権を有し、「国家地図作成システムの目的のため、適切な名称で自国の海域を指定する固有の権力と権利」を有しているとの立場を伝えている。

## 使用法

西フィリピン海の地形を示すNAMRIAの非公式地図。地形名はフィリピン政府が認めているものです。

行政命令第29号に基づき、国立地図資源情報局（NAMRIA）は、政府機関が作成および発行する地図において西フィリピン海の名称を使用することが義務付けられている。
フィリピン気象局（PAGASA）は、この命令が発令される以前、2011年に同国の西側の海域を指すのにこの名称を採用したが、群島の東側の海域を指すのには引き続き「フィリピン海」を使用していた。
「西フィリピン海」という用語は、南シナ海全体を指すために使用されることがあるが、この用法は誤りであると非難されている。
「西フィリピン海」という名称は、Googleマップで検索可能となっている。2025年4月、Googleは地図を更新し、「西フィリピン海」というラベルをより明確に表示した。一方、「南シナ海」という表記は、新しいラベルの北西に依然として表示されている。この動きを、フィリピン政府およびフィリピン軍（AFP）は称賛した一方で、中国外交部はこれに異議を唱えた。しかし、その明確なラベルは一時的に削除され、その後再び表示されるようになった。